# Johann Eduard von Ruttant
Graf Johann Eduard (Edmund) von Ruttant (* 1737 in Nancy; † 19. Juli 1794 in Wien) war ein Generalmajor sowie Ritter des Maria-Theresia-Ordens.
Er entstammt einer alten lothringischen Familie und ging 1754 in kaiserliche Dienste. Er kam als Leutnant in das Infanterieregiment No. 27 (Durlach) und stieg dort rasch auf. Bereits zu Beginn des Siebenjährigen Krieges wurde er im Mai 1758 Hauptmann im Infanterieregiment No. 30 (Ligne). Im August 1762 verteidigte das Regiment die Festung Schweidnitz gegen die Preußen. Er wurde Kommandant (neben Schröder und Brady) der strategisch wichtigen Flesche von Jauernik. Diese wurde von 4 Offizieren und 110 Mann verteidigt. Die Verluste waren hoch und daher wurde die Stellung von den Soldaten nur Die Schlachtbank genannt. Bis auf die Kommandanten wurden die Offiziere und Soldaten täglich rotiert.
Am 13. August explodierte das Pulvermagazin der Flesche und tötete einen Leutnant und 20 Mann, die meisten anderen flohen. Ruttant konnte einen Feldwebel und sechs Mann aufhalten und einen Widerstand formieren. Als die Preußen die Lage erkundeten, konnte er eine viel größere Macht vortäuschen und so die Flesche vor dem Fall bewahren. Wenige Tage später wurde er durch einen Granatsplitter am Arm schwer verletzt, kommandierte aber schon wenig später wieder, nun mit einer Armschlinge.
Für die Verteidigung der Flesche wurde er (sowie Schröder und Brady) im Rahmen der 8. Promotion (vom 21. Oktober 1762) mit dem Maria-Theresia-Orden ausgezeichnet.
Nach dem Krieg wurde er im Jahr 1765 zum (überzähligen) Major ernannt, am 20. Juni 1769 kaufte er von Oberstleutnant Anton de la Motte dessen Rang, im Jahr 1773 zum Oberst befördert und Regimentskommandeur des Infanterieregiment No. 38 ernannt. Am 10. April 1783 wurde er mit Rang vom 16. März 1783 zum Generalmajor befördert und starb am 9. Juli 1794 in Wien.